# Haute Pointe
Haute Pointe är en bergstopp i Schweiz. Den ligger i distriktet Aigle och kantonen Vaud, i den sydvästra delen av landet, 80 km söder om huvudstaden Bern. Toppen på Haute Pointe är 2 421 meter över havet.